# Trabutiella ichnanthi
Trabutiella ichnanthi är en svampart som först beskrevs av Speg., och fick sitt nu gällande namn av Seaver & Chardón 1926. Trabutiella ichnanthi ingår i släktet Trabutiella och familjen Phyllachoraceae.   Inga underarter finns listade i Catalogue of Life.